# Gran Premio motociclistico della Repubblica Ceca 2008
Il Gran Premio motociclistico della Repubblica Ceca 2008 corso il 17 agosto, è stato il dodicesimo Gran Premio della stagione 2008 e ha visto vincere: la Yamaha di Valentino Rossi in MotoGP, Alex Debón nella classe 250 e Stefan Bradl nella classe 125.

## MotoGP
Nicky Hayden non partecipa a questo Gran Premio per infortunio.

### Arrivati al traguardo
| Pos | Nº | Pilota           | Squadra                 | Motocicletta | Giri | Tempo     | Griglia | Punti |
| --- | -- | ---------------- | ----------------------- | ------------ | ---- | --------- | ------- | ----- |
| 1   | 46 | Valentino Rossi  | Fiat Yamaha             | Yamaha       | 22   | 43:28.841 | 2       | 25    |
| 2   | 24 | Toni Elías       | Alice Team              | Ducati       | 22   | +15.004   | 13      | 20    |
| 3   | 65 | Loris Capirossi  | Rizla Suzuki            | Suzuki       | 22   | +21.689   | 9       | 16    |
| 4   | 56 | Shin'ya Nakano   | San Carlo Honda Gresini | Honda        | 22   | +25.859   | 8       | 13    |
| 5   | 13 | Anthony West     | Kawasaki Racing         | Kawasaki     | 22   | +29.465   | 6       | 11    |
| 6   | 7  | Chris Vermeulen  | Rizla Suzuki            | Suzuki       | 22   | +30.608   | 4       | 10    |
| 7   | 33 | Marco Melandri   | Ducati Marlboro         | Ducati       | 22   | +36.453   | 11      | 9     |
| 8   | 15 | Alex De Angelis  | San Carlo Honda Gresini | Honda        | 22   | +36.750   | 5       | 8     |
| 9   | 4  | Andrea Dovizioso | JiR Team Scot           | Honda        | 22   | +38.822   | 14      | 7     |
| 10  | 48 | Jorge Lorenzo    | Fiat Yamaha             | Yamaha       | 22   | +39.573   | 17      | 6     |
| 11  | 21 | John Hopkins     | Kawasaki Racing         | Kawasaki     | 22   | +39.610   | 3       | 5     |
| 12  | 50 | Sylvain Guintoli | Alice Team              | Ducati       | 22   | +40.892   | 10      | 4     |
| 13  | 52 | James Toseland   | Tech 3 Yamaha           | Yamaha       | 22   | +1:11.490 | 16      | 3     |
| 14  | 5  | Colin Edwards    | Tech 3 Yamaha           | Yamaha       | 22   | +1:21.133 | 15      | 2     |
| 15  | 2  | Daniel Pedrosa   | Repsol Honda            | Honda        | 22   | +1:37.038 | 12      | 1     |
| 16  | 14 | Randy de Puniet  | LCR Honda               | Honda        | 22   | +1:38.407 | 7       |       |

### Ritirato
| Nº | Pilota       | Squadra         | Motocicletta | Giri | Griglia |
| -- | ------------ | --------------- | ------------ | ---- | ------- |
| 1  | Casey Stoner | Ducati Marlboro | Ducati       | 6    | 1       |

## Classe 250

### Arrivati al traguardo
| Pos | Nº | Pilota              | Squadra                    | Motocicletta | Giri | Tempo     | Griglia | Punti |
| --- | -- | ------------------- | -------------------------- | ------------ | ---- | --------- | ------- | ----- |
| 1   | 6  | Alex Debón          | Lotus Aprilia              | Aprilia      | 20   | 41:08.168 | 2       | 25    |
| 2   | 19 | Álvaro Bautista     | Mapfre Aspar               | Aprilia      | 20   | +0.280    | 10      | 20    |
| 3   | 58 | Marco Simoncelli    | Metis Gilera               | Gilera       | 20   | +0.325    | 1       | 16    |
| 4   | 21 | Héctor Barberá      | Toth Aprilia               | Aprilia      | 20   | +0.827    | 3       | 13    |
| 5   | 36 | Mika Kallio         | Red Bull KTM               | KTM          | 20   | +1.249    | 7       | 11    |
| 6   | 72 | Yūki Takahashi      | JiR Team Scot              | Honda        | 20   | +13.713   | 8       | 10    |
| 7   | 75 | Mattia Pasini       | Polaris World              | Aprilia      | 20   | +13.826   | 4       | 9     |
| 8   | 55 | Héctor Faubel       | Mapfre Aspar               | Aprilia      | 20   | +16.026   | 14      | 8     |
| 9   | 15 | Roberto Locatelli   | Metis Gilera               | Gilera       | 20   | +19.084   | 17      | 7     |
| 10  | 41 | Aleix Espargaró     | Lotus Aprilia              | Aprilia      | 20   | +20.692   | 18      | 6     |
| 11  | 14 | Ratthapark Wilairot | Thai Honda PTT SAG         | Honda        | 20   | +29.495   | 20      | 5     |
| 12  | 60 | Julián Simón        | Repsol KTM                 | KTM          | 20   | +29.772   | 6       | 4     |
| 13  | 4  | Hiroshi Aoyama      | Red Bull KTM               | KTM          | 20   | +31.944   | 16      | 3     |
| 14  | 52 | Lukáš Pešek         | Auto Kelly - CP            | Aprilia      | 20   | +36.314   | 9       | 2     |
| 15  | 25 | Alex Baldolini      | Matteoni Racing            | Aprilia      | 20   | +43.751   | 11      | 1     |
| 16  | 50 | Eugene Laverty      | Blusens Aprilia            | Aprilia      | 20   | +46.564   | 12      |       |
| 17  | 32 | Fabrizio Lai        | Campetella Racing          | Gilera       | 20   | +55.591   | 13      |       |
| 18  | 90 | Federico Sandi      | Matteoni Racing            | Aprilia      | 20   | +55.704   | 19      |       |
| 19  | 45 | Doni Tata Pradita   | Yamaha Pertamina Indonesia | Yamaha       | 20   | +1:24.324 | 22      |       |
| 20  | 94 | Toni Wirsing        | Racing Team Germany        | Honda        | 20   | +1:39.423 | 21      |       |
| 21  | 7  | Russell Gómez       | Blusens Aprilia            | Aprilia      | 20   | +1:59.990 | 23      |       |

### Ritirati
| Nº | Pilota        | Squadra               | Motocicletta | Giri | Griglia |
| -- | ------------- | --------------------- | ------------ | ---- | ------- |
| 12 | Thomas Lüthi  | Emmi - Caffe Latte    | Aprilia      | 3    | 5       |
| 17 | Karel Abraham | Cardion AB Motoracing | Aprilia      | 2    | 15      |

### Non partito
| Nº | Pilota          | Squadra           | Motocicletta | Griglia |
| -- | --------------- | ----------------- | ------------ | ------- |
| 54 | Manuel Poggiali | Campetella Racing | Gilera       | 24      |

## Classe 125

### Arrivati al traguardo
| Pos | Nº | Pilota             | Squadra                   | Motocicletta | Giri | Tempo     | Griglia | Punti |
| --- | -- | ------------------ | ------------------------- | ------------ | ---- | --------- | ------- | ----- |
| 1   | 17 | Stefan Bradl       | Grizzly Gas Kiefer Racing | Aprilia      | 19   | 41:05.176 | 13      | 25    |
| 2   | 63 | Mike Di Meglio     | Ajo Motorsport            | Derbi        | 19   | +0.881    | 5       | 20    |
| 3   | 6  | Joan Olivé         | Belson Derbi              | Derbi        | 19   | +4.070    | 10      | 16    |
| 4   | 1  | Gábor Talmácsi     | Bancaja Aspar             | Aprilia      | 19   | +4.118    | 1       | 13    |
| 5   | 18 | Nicolás Terol      | Jack & Jones WRB          | Aprilia      | 19   | +7.048    | 2       | 11    |
| 6   | 38 | Bradley Smith      | Polaris World             | Aprilia      | 19   | +9.334    | 4       | 10    |
| 7   | 11 | Sandro Cortese     | Emmi - Caffe Latte        | Aprilia      | 19   | +12.813   | 6       | 9     |
| 8   | 44 | Pol Espargaró      | Belson Derbi              | Derbi        | 19   | +16.491   | 7       | 8     |
| 9   | 29 | Andrea Iannone     | I.C. Team                 | Aprilia      | 19   | +17.637   | 3       | 7     |
| 10  | 24 | Simone Corsi       | Jack & Jones WRB          | Aprilia      | 19   | +17.855   | 8       | 6     |
| 11  | 45 | Scott Redding      | Blusens Aprilia Junior    | Aprilia      | 19   | +18.964   | 17      | 5     |
| 12  | 33 | Sergio Gadea       | Bancaja Aspar             | Aprilia      | 19   | +29.920   | 9       | 4     |
| 13  | 12 | Esteve Rabat       | Repsol KTM                | KTM          | 19   | +38.445   | 15      | 3     |
| 14  | 77 | Dominique Aegerter | Ajo Motorsport            | Derbi        | 19   | +54.637   | 24      | 2     |
| 15  | 21 | Robin Lässer       | Grizzly Gas Kiefer Racing | Aprilia      | 19   | +54.797   | 22      | 1     |
| 16  | 22 | Pablo Nieto        | Onde 2000 KTM             | KTM          | 19   | +55.723   | 28      |       |
| 17  | 96 | Lukáš Šembera      | Matteoni Racing           | Aprilia      | 19   | +56.786   | 36      |       |
| 18  | 7  | Efrén Vázquez      | Blusens Aprilia Junior    | Aprilia      | 19   | +59.166   | 19      |       |
| 19  | 8  | Lorenzo Zanetti    | ISPA KTM Aran             | KTM          | 19   | +59.330   | 20      |       |
| 20  | 30 | Pere Tutusaus      | Bancaja Aspar             | Aprilia      | 19   | +59.340   | 30      |       |
| 21  | 60 | Michael Ranseder   | I.C. Team                 | Aprilia      | 19   | +1:00.307 | 25      |       |
| 22  | 72 | Marco Ravaioli     | Matteoni Racing           | Aprilia      | 19   | +1:07.401 | 33      |       |
| 23  | 34 | Randy Krummenacher | Red Bull KTM              | KTM          | 19   | +1:11.701 | 26      |       |
| 24  | 16 | Jules Cluzel       | Loncin Racing             | Loncin       | 19   | +1:19.343 | 27      |       |
| 25  | 56 | Hugo van den Berg  | Degraaf Grand Prix        | Aprilia      | 19   | +1:30.988 | 35      |       |
| 26  | 5  | Alexis Masbou      | Loncin Racing             | Loncin       | 19   | +1:31.018 | 32      |       |
| 27  | 95 | Robert Mureșan     | Grizzly Gas Kiefer Racing | Aprilia      | 19   | +1:31.149 | 31      |       |
| 28  | 48 | Bastien Chesaux    | S3+ WTR San Marino        | Aprilia      | 19   | +1:33.222 | 34      |       |
| 29  | 69 | Louis Rossi        | FFM Honda GP 125          | Honda        | 19   | +1:33.600 | 37      |       |
| 30  | 97 | Michal Prasek      | Roha'c & Fetja Motoracing | Aprilia      | 18   | +1 giro   | 38      |       |
| 31  | 98 | Andrea Touskova    | Eurowag Junior Racing     | Honda        | 18   | +1 giro   | 39      |       |

### Ritirati
| Nº | Pilota           | Squadra                 | Motocicletta | Giri | Griglia |
| -- | ---------------- | ----------------------- | ------------ | ---- | ------- |
| 37 | Karel Pešek      | Czech Road Racing jnr.  | Aprilia      | 17   | 29      |
| 51 | Stevie Bonsey    | Degraaf Grand Prix      | Aprilia      | 15   | 18      |
| 93 | Marc Márquez     | Repsol KTM              | KTM          | 6    | 12      |
| 94 | Jonas Folger     | Red Bull MotoGP Academy | KTM          | 1    | 23      |
| 35 | Raffaele De Rosa | Onde 2000 KTM           | KTM          | 0    | 11      |
| 71 | Tomoyoshi Koyama | ISPA KTM Aran           | KTM          | 0    | 14      |
| 73 | Takaaki Nakagami | I.C. Team               | Aprilia      | 0    | 21      |
| 99 | Danny Webb       | Degraaf Grand Prix      | Aprilia      | 0    | 16      |